# Fillotungstite
La fillotungstite è un minerale.